# Mearns-Luzonratte
Die Mearns-Luzonratte (Tryphomys adustus) ist eine Nagetierart aus der Gruppe der Altweltmäuse (Murinae). 
Das dichte, zottelige Fell der Mearns-Luzonratten ist an der Oberseite dunkelbraun gefärbt, die Unterseite ist weißgrau. Ihr Körperbau ist stämmig, die langen Hinterbeine haben auffallend große Krallen, der Schwanz ist relativ kurz. Die Tiere erreichen eine Kopfrumpflänge von 13 bis 17 Zentimetern, hinzu kommt noch ein 13 bis 16 Zentimeter langer Schwanz.
Diese Art kommt ausschließlich auf der Philippinen-Insel Luzon vor, wo sie feuchte Lebensräume, unter anderem auch Reisfelder, bewohnt. Ansonsten ist über ihre Lebensweise nichts bekannt.
Es gibt nur sehr wenig Funde dieser Art, dementsprechend unklar ist ihr Gefährdungsgrad. Die IUCN listet sie unter „zu wenig Daten vorhanden“ (data deficient).